# Safir
Sir Safir è un personaggio del ciclo arturiano. È figlio del re saraceno Esclabor di Babilonia e fratello minore di Sir Palamede e Sir Segwaride. Sia lui che i suoi fratelli sono cavalieri della Tavola Rotonda di re Artù. Compare nel Tristano in prosa e in Le Morte d'Arthur, in cui è descritto come coraggioso e leale, che, inizialmente pagano, si converte al cristianesimo prima del fratello maggiore Palamede. Il suo nome compare nella Tavola Rotonda di Winchester.
Safir vive diverse avventure, solitamente assieme a suo fratello Palamede. In una affronta sotto mentite spoglie un cavaliere e gli sottrae la dama; Sir Palamede allora interviene in difesa dell'onore della donna e lo sfida a duello; i due cavalieri si battono per un'ora, senza però rendersi conto di trovarsi di fronte al proprio fratello, finché, rendendosi conto di essere pari quanto a forza, rivelano i propri nomi; Safir allora, sconvolto di aver quasi ucciso il fratello, gli domanda perdono e restituisce la dama rapita al suo cavaliere.
Quando Sir Lancillotto è bandito da Camelot a causa della sua relazione con la regina Ginevra, Palamede e Safir si schierano dalla sua parte e lo seguono in Francia, dove il primo diventa duca di Provenza e il secondo duca di Landok. Sir Segwaride, loro fratello, invece si era opposto a Lancillotto, quando questi aveva liberato Ginevra dal rogo, ed era rimasto ucciso.